# Alessandro Franchi
Alessandro Franchi (Roma, 25 de junho de 1819 - Roma, 31 de julho de 1878) foi cardeal e arcebispo italiano.

## Biografia
Seu pai era um notário. Alessandro estudou no Pontifício Seminário Romano, onde recebeu seu doutorado em Filosofia e Teologia em 1841, seguido por um diploma in utroque iure pela Universidade Sapienza de Roma. Em 16 de março de 1842, foi ordenado sacerdote em Roma; entrou na Cúria sob o patrocínio de Luigi Lambruschini, cardeal secretário de Estado.
Professor de filosofia no Seminario Romano; de diplomacia na Pontifícia Academia dos Nobres Eclesiásticos; e de história da igreja na Universidade de Roma, 1848. Anexado à Secretaria da Sagrada Congregação de Assuntos Eclesiásticos Extraordinários, 1º de abril de 1842. Em 1848, durante a Primeira Guerra da Independência Italiana, ele foi selecionado para fazer parte de uma missão diplomática sensível ao imperador Ferdinando I, em uma tentativa fracassada de convencer o Imperador de que ele deveria renunciar os territórios controlados pelos Habsburgos na Itália. Adjunto minutante na Secretaria de Estado, 1851-1853. Camareiro d'onore in abito paonazzo, 1852. Encarregado de negócios ad interim na nunciatura na Espanha, de 1853 a 1856. Camareiro privado supranumerário, 1853. Referendário do Tribunal da Assinatura Apostólica da Justiça e da Graça, 28 de fevereiro de 1856. Internúncio no Grão-Ducado da Toscana, de 16 de junho de 1856 a 5 de maio de 1859; nessa capacidade, ele se opunha aos esforços de unificação de Camillo Benso, Conde de Cavour. Após a expulsão do Grão-Duque Ferdinando IV, o Grão-Ducado tornou-se parte do Reino da Sardenha, de modo que Franchi voltou a Roma. Prelado doméstico de Sua Santidade, 1856.
Eleito arcebispo titular de Tessalônica em 19 de junho de 1856. Consagrado no dia 6 de julho seguinte, na Capela Paulina do Palácio Apostólico do Quirinal, pelo Papa Pio IX, assistido pelo arcebispo Alessandro Macioti e pelo bispo Giuseppe Palermo, OSA. Assistente no Trono Pontifício, 16 de dezembro de 1859. Secretário da Sagrada Congregação de Assuntos Eclesiásticos Extraordinários, 31 de outubro de 1860 a 13 de março de 1868. Núncio apostólico na Espanha, 13 de março de 1868; teve que deixar seu posto em junho de 1869 devido à revolução. Depois disso, ele estava envolvido na preparação para o Primeiro Concílio do Vaticano. Quando a proclamação da infalibilidade papal causou um cisma, foi nomeado legado a latere para Constantinopla para resolver o cisma que afligia na Igreja Católica Armênia, 31 de março de 1871. Arcebispo Franhi deveria convencer o sultão Abdülaziz de que a posição do Vaticano estava correta e garantir o reconhecimento ao Patriarca "infalibilista" Andon Bedros IX Hassoun. Graças à ajuda de Mehmed Emin Aali Pasha, o Grande Vizir, ele foi capaz de atingir esse objetivo, mas a morte do vizir impediu que o acordo fosse formalmente aplicado.
Criado cardeal-presbítero no consistório de 22 de dezembro de 1873; recebeu o título de S. Maria em Trastevere, 16 de janeiro de 1874 e o chapéu vermelho, 15 de março. Prefeito da Sagrada Congregação de Propaganda Fide e Ritos Orientais, 10 de março de 1874 até 5 de março de 1878. Protetor do Pontifício Colégio Norte-Americano, Roma, 1874-1878. Participou do conclave de 1878, onde foi um defensor do cardeal Pecci, o qual foi eleito como Papa Leão XIII. Secretário de Estado - posição onde seguiu um curso moderado, prefeito do Palácio Apostólico e administrador do Patrimônio da Santa Sé, 5 de março de 1878 até sua morte. Ele já havia feito algumas abordagens diplomáticas para a Baviera e a Prússia quando morreu subitamente.
Cardeal Alessandro Franchi morreu em 31 de julho de 1878, no Palácio Apostólico do Vaticano, possivelmente envenenado. Exposto na igreja de S. Maria em Trastevere e enterrado no túmulo de sua família, no cemitério Campo di Verano.